# Давињак
Давињак (фр. Davignac) насеље је и општина у централној Француској у региону Лимузен, у департману Корез која припада префектури Исел.
По подацима из 2011. године у општини је живело 240 становника, а густина насељености је износила 7,96 становника/km². Општина се простире на површини од 30,14 km². Налази се на средњој надморској висини од 652 метара (максималној 944 m, а минималној 566 m).

## Демографија
| 1962. | 1968. | 1975. | 1982. | 1990. | 1999. | 2011. |
| ----- | ----- | ----- | ----- | ----- | ----- | ----- |
| 355   | 360   | 307   | 279   | 289   | 272   | 240   |

График промене броја становника у току последњих година